# Jesús Moliné Labarta
Jesús Moliné Labarte (ur. 29 stycznia 1939 w La Puebla de Alfindén) – hiszpański duchowny rzymskokatolicki posługujący w Peru, w latach 1998–2014 biskup Chiclayo.

## Życiorys
Święcenia kapłańskie przyjął 28 marca 1965. 8 lutego 1997 został mianowany koadiutorem diecezji Chiclayo. Sakrę biskupią otrzymał 19 marca 1997. 4 maja 1998 objął urząd biskupa diecezjalnego. 3 listopada 2014 przeszedł na emeryturę.